# Đức Mẹ Thác Mơ
Đức Mẹ Thác Mơ là một trung tâm hành hương cấp giáo phận của người Công giáo dành kính Đức Mẹ Maria, tọa lạc trên một ngọn đồi dưới chân núi Bà Rá thuộc phường Phước Long, tỉnh Đồng Nai (Bình Phước cũ); cách nhà thờ Phước Long chừng 3 km về hướng Đông. Là một trong ba Trung Tâm Hành Hương của Giáo phận Ban Mê Thuột.
Đây là một trong 5 tượng đài Đức Mẹ Maria mà tổng thống Việt Nam Cộng hòa Ngô Đình Diệm chỉ đạo xây dựng ở miền Nam Việt Nam.

## Tên gọi
Tượng đài Đức Mẹ Thác Mơ được bao quanh bởi ngọn Bà Rá hùng vĩ và dòng sông Đăk R’lấp. Tên gọi Thác Mơ xuất phát từ dòng thác ở đây nay được ngăn thành thủy điện Thác Mơ.

## Lịch sử hình thành
Năm 1959, Lễ kính Đức Mẹ Vô Nhiễm nguyên tội được tổ chức rất long trọng tại các Giáo phận miền Nam Việt Nam nhằm kỷ niệm 100 năm Đức Mẹ hiện ra tại Lộ Đức, được gọi là Đại hội Thánh Mẫu Toàn quốc. Dịp này, tổng thống Ngô Đình Diệm, một người theo đạo Công giáo đã chỉ thị cho Phủ Tổng uy dinh điền xây dựng năm tượng đài Đức Mẹ ở Miền Trung, Miền Nam và Cao nguyên Trung phần trong các năm 1959, 1960 và 1961 bao gồm: Đức Mẹ Giang Sơn (Đắk Lắk), Đức Mẹ Thác Mơ (Phước Long), Đức Mẹ Phượng Hoàng (Kon Tum cũ), Đức Mẹ Trinh Phong (Ninh Thuận cũ) và Đức Mẹ Tà Pao (Bình Tuy, Bình Thuận cũ).
Ngày lễ kính Đức Mẹ vô nhiễm nguyên tội 8 tháng 12 năm 1960, Giám mục Phêrô Maria Phạm Ngọc Chi làm lễ đặt tượng và khánh thành trung tâm hành hương Đức Mẹ Vô Nhiễm Thác Mơ . 
Chiến cuộc năm 1975 đã làm hư hỏng khuôn mặt của bức tượng Mẹ, đến năm 1977, có một số ít giáo dân đến viếng đã tu sửa lại. Thời gian dài sau chiến tranh, tượng đài Đức Mẹ Thác Mơ hầu như ít người ghé thăm, trở nên hoang phế và rêu phong. Từ năm 1991, khi hai cha Phaolô Võ Quốc Ngữ và Micae Trần Thế Hải thuộc Giáo phận Ban Mê Thuột đến mục vụ tại giáo hạt Phước Long, và Giáo phận Buôn Mê Thuột tiếp nhận giáo hạt Phước Long, thì cũng từ đó chương trình hành hương tại trung tâm hành hương Đức Mẹ Thác Mơ mới bắt đầu được tái lập. Vào mỗi dịp lễ Đức Maria Vô Nhiễm Nguyên Tội 8 tháng 12 hàng năm, Đức Giám Mục Giáo Phận về chủ sự Thánh lễ cách trọng thể. .
Ngày 25 tháng 5 năm 1995, linh mục Phaolô Võ Quốc Ngữ đã tiến hành trùng tu, trồng thêm cây xanh, sửa sang lối đi, sân vườn… Năm 2004, linh mục Gioan Baotixita Nguyễn Huy Bắc cho xây dựng lễ đài, tường rào và cổng chính của trung tâm hành hương.
Theo thời gian, mỗi ngày càng có thêm nhiều tín hữu và những người lương dân đến kính viếng Mẹ, lượng người ngày càng tăng trong những dịp lễ biệt kính Mẹ hàng năm. Ngày 1 tháng 9 năm 2006, Tòa Giám mục Giáo phận Ban Mê Thuột đã ra văn thư số 12/06/VT về việc nâng Trung tâm Hành hương Đức Mẹ Vô Nhiễm Thác Mơ trở thành Trung tâm hành hương cấp Giáo phận và trao quyền Phụ trách Trung tâm Hành hương Đức Mẹ Thác Mơ cho Linh mục Quản xứ giáo xứ Phước Long.
Từ năm 2010-2016, cha Giuse Lưu Thanh Kỳ, quản xứ Phước Long kiêm đặc trách Trung Tâm Hành Hương, đã cho xây nhà mặc áo dưới chân đồi để phục vụ cho các dịp lễ lớn. Đến năm 2016, cha Phêrô Ngô Anh Tấn, quản xứ Phước Long kiêm đặc trách trung tâm Hành Hương, đã xúc tiến công cuộc tái thiết và xây dựng nhiều hạng mục công trình mới cho Trung Tâm Hành Hương.
Năm 2017 được UBND tỉnh Bình Phước chấp thuận đề nghị giao đất và năm 2018 cấp phép xây dựng, thì cũng từ đó công trình xây dựng Trung Tâm Hành Hương bắt đầu được tiến hành cách khẩn trương.
Một trong những dấu ấn quan trọng trong công cuộc xây dựng này là vào thứ năm ngày 13 tháng 9 năm 2018, lúc 9h00 tại trung tâm hành hương Đức Mẹ Thác Mơ ghi dấu một ngày đặc biệt quan trọng. Đức Giám mục Vinh Sơn Nguyễn Văn Bản, Giám mục Giáo phận đã long trọng dâng Thánh lễ đặt viên đá đầu tiên khởi động chương trình xây dựng Trung Tâm Hành Hương. Sau bao tháng ngày miệt mài vượt qua những khó khăn, đặc biệt là những trở ngại do đại dịch Covid-19 gây ra, vào ngày 13 tháng 05 năm 2022, hai giáo hạt Phước Long và Đồng Xoài đã long trọng cử hành Thánh lễ khánh thành Trung Tâm Hành Hương Đức Mẹ Vô Nhiễm Thác Mơ. Sự kiện trọng đại này đánh dấu chặng đường gần bốn năm kiên trì trong công cuộc trùng tu và xây dựng, thể hiện lòng tin yêu và sùng kính sâu xa đối với Mẹ Maria – Đấng Vô Nhiễm nguyên tội.
Tiếp nối công cuộc tái kiến thiết xây dựng Trung Tâm Hành Hương Đức Mẹ Vô Nhiễm Thác Mơ, ngày 13/10/2023, tại TTHH Đức Mẹ Thác Mơ, một sự kiện quan trọng đầy ắp niềm vui cho cộng đoàn dân Chúa trong và ngoài Giáo hạt: Thánh lễ tạ ơn khánh thành, làm phép Nhà Khách của Trung tâm Hành hương sau một năm khởi công kể từ ngày 11/9/2022, đánh dấu bước phát triển mới phục vụ khách hành hương tìm về bên Mẹ Thác Mơ. Nhà khách của TTHH là ngôi nhà chung, là điểm dừng chân cho khách hành hương không phân biệt Lương – Giáo gần xa.
Trung Tâm Hành Hương Đức Mẹ Vô Nhiễm Thác Mơ đang tiếp tục tái kiến thiết nhằm phục vụ khách hành hương, nhìn lại thời gian qua Đức Mẹ Vô Nhiễm Thác Mơ đã làm chỗ dựa cho nhiều người với nhiều tình cảnh khác nhau: người thì thiếu bình an, kẻ thì bệnh tật đau yếu, người thì thiếu hòa thuận trong gia đình, kẻ thì công việc làm ăn khó khăn bế tắc, người thì không thể sinh con, kẻ thì nợ nần chưa thể trả đúng hẹn, người thì giảm sút đức tin, kẻ thì thất vọng không muốn sống tiếp… Lần này đến cầu nguyện tâm sự, lần khác đến tạ ơn. Ai ai cũng cảm nghiệm lời của bài hát NGUỒN CẬY TRÔNG: “Mẹ là nguồn cậy trông, chưa thấy ai xin Mẹ về không”.

## Thánh lễ trong năm
Từ đầu năm 2008 đến nay, vào ngày 13 hàng tháng, các giáo xứ trong Giáo hạt Phước Long luân phiên phụ trách thánh lễ đồng tế cho các phái đoàn hành hương từ các nơi đổ về tôn kính Mẹ. Cùng với Đức Mẹ Giang Sơn, đây là 2 trung tâm hành hương cấp giáo phận của Giáo phận Buôn Mê Thuột .
Trong năm thường có 2 Thánh lễ lớn (các Thánh lễ thường diễn ra vào lúc 9h00 sáng)
- Mùng 3 Tết (thánh hóa công ăn việc làm)
- Đức Mẹ vô nhiễm nguyên tội (bổn mạng hai giáo hạt Phước Long và Đồng Xoài)

Ngoài ra có các Thánh lễ vào ngày 13 hàng tháng.

## Kinh Đức Mẹ Thác Mơ
Lạy Đức Trinh Nữ Maria, Thánh Mẫu Thác Mơ, Đấng Vô Nhiễm Nguyên Tội, là kiệt tác tuyệt vời trong kế hoạch cứu độ của Thiên Chúa. Chúng con chúc tụng và tôn vinh Mẹ. Đấng Đầy Ơn Phúc, Mẹ của lòng xót thương.
Qua bao biến cố thăng trầm của lịch sử, khi Giáo Hội Việt Nam vừa mới trưởng thành, Mẹ đã hiện diện tại vùng đất Phước Long này, để qui tụ con cái Mẹ: các tín hữu cũng như anh chị em lương dân từ khắp nơi về đây, làm nên linh địa hành hương “Đức Mẹ Vô Nhiễm Thác Mơ” này.
Xin cho chúng con biết chiêm ngắm Mẹ, là khuôn mẫu đức tin tuyệt vời, vì Mẹ luôn cầu nguyện, lắng nghe và thực hành Lời Chúa, hiến dâng trọn vẹn đời mình như nữ tỳ khiêm cung của Chúa, để cưu mang và sinh hạ Chúa Giê-su con Mẹ cho thế giới.
Lạy Đức Mẹ Thác Mơ mến yêu, là máng chuyển thông tin ơn Thiên Chúa, chúng con kêu khấn Mẹ sớm chiều, với những vui mừng và hy vọng, ưu sầu và lo lắng của bản thân, gia đình và xã hội. xin Mẹ đón nhận tất cả của lễ tiến dâng, và ban ơn lành hồn xác, giúp chúng con biết sám hối ăn, canh tân đời sống, và siêng năng lần hạt Mân Côi, để cầu nguyện cho thế giới hòa bình, hiệp nhất yêu thương.
Nhờ công nghiệp của Chúa Giê-su Kitô, xin Mẹ giúp chúng con biết sống mến Chúa yêu người, luôn hy vọng về trời mới đất mới, là vương quốc tình yêu vĩnh cửu mà Chúa đã hứa ban. Amen.